# Sveti Nikola (planina)
Sveti Nikola je najviši vrh otoka Hvara nalazi se na 626 mnm. Sjeverno od vrha je mjesto Svirče, a južno Sveta Nedjelja.
Na samom vrhu nalazi se crkvica sv. Nikole koju je 1487. sagradio Matija Ivanić (vođa pučkog ustanka na Hvaru), te veliki kameni križ koji je postavljen 1998. godine povodom utemeljenja Hvarsko-bračko-viške biskupije.